# Janez Stanovnik

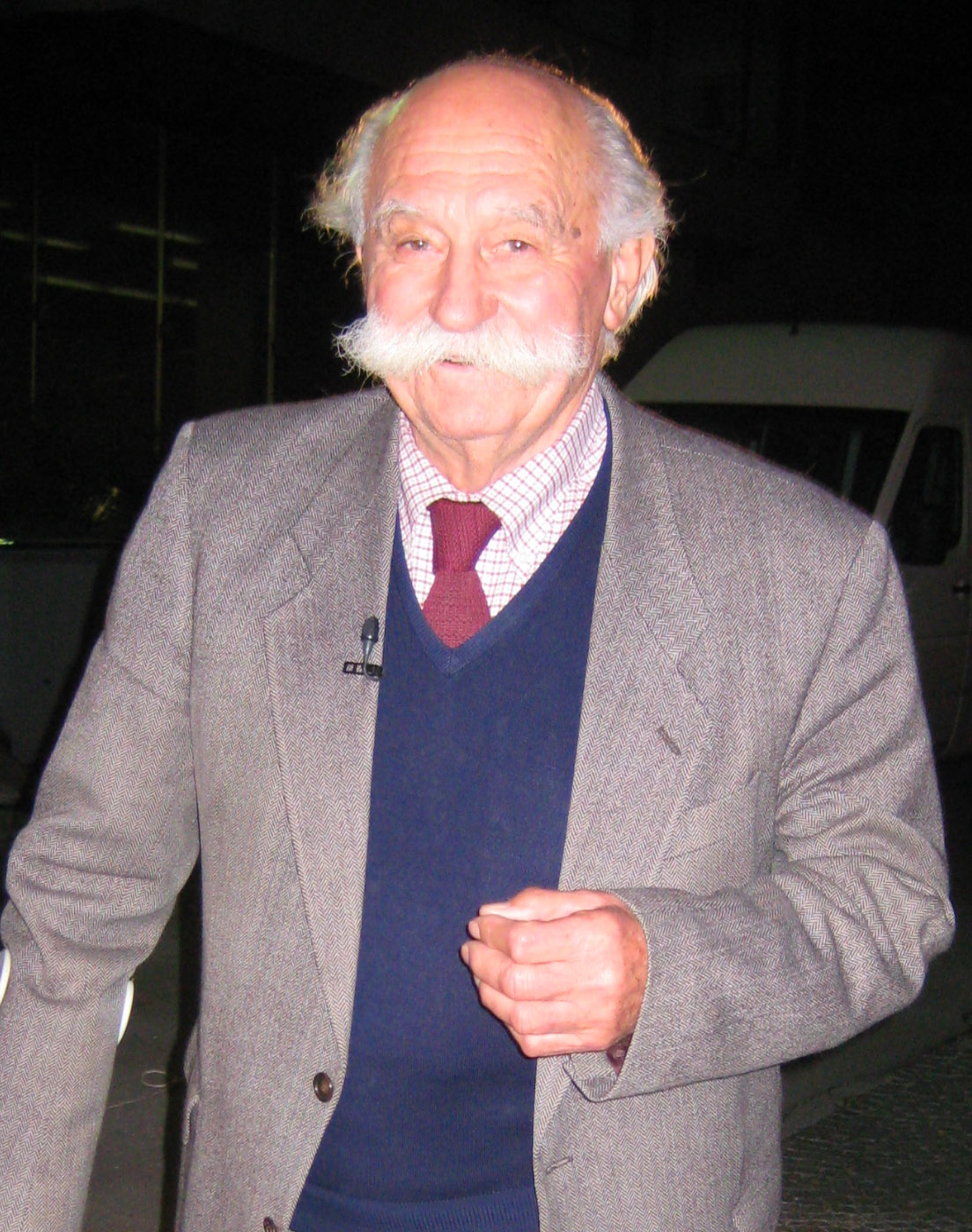
Janez Stanovnik

Janez Stanovnik (serbokroatisch-kyrillisch Јанез Становник; * 4. August 1922 in Ljubljana; † vor 31. Januar 2020) war ein jugoslawischer Politiker des Bundes der Kommunisten Jugoslawiens (BdKJ), der unter anderem von 1968 bis 1982 Exekutivsekretär der Wirtschaftskommission für Europa sowie zwischen 1988 und 1990 Präsident des Präsidiums der Volksversammlung der Sozialistischen Republik Slowenien war.

## Leben
Janez Stanovnik absolvierte ein Studium der Geografie an der Universität Belgrad und wurde noch während des Studiums im April 1941 Mitglied des Komitees der Befreiungsfront OF (Osvobodilna Fronta). Er stand gemeinsam mit anderen Christsozialen in Opposition zur Politik der Regierung, die mit der deutschen Besatzungsmacht kollaborierte. Im weiteren Verlauf des Zweiten Weltkrieges schloss er sich in der Krain der Volksbefreiungsarmee NOV (Narodnooslobodilačka vojska) von Josip Broz Tito an. Nach Kriegsende erwarb er einen Doktor und war von 1952 bis 1956 Mitglied der Mission bei den Vereinten Nationen sowie zwischen 1956 und 1962 Direktor des Instituts für Internationale Politik und Wirtschaft in Belgrad. Er war ferner Mitglied des Zentralkomitees des Bundes der Kommunisten Sloweniens sowie Leiter des Büros von Josip Broz Tito. 1967 war er kurzzeitig im Kabinett Špiljak Mitglied des Bundesexekutivrates sowie im Anschluss Mitarbeiter der Organisation für wirtschaftliche Zusammenarbeit und Entwicklung (OECD) in Genf.
Als Nachfolger seines Landsmanns Vladimir Velebit übernahm Stanovnik 1968 den Posten als Exekutivsekretär der Wirtschaftskommission für Europa, einer von fünf Regional-Kommissionen des Wirtschafts- und Sozialrates der Vereinten Nationen (ECOSOC), und hatte diesen bis zu seiner Ablösung durch den Finnen Klaus Sahlgren 1982 inne. Nach seiner Rückkehr übernahm er 1982 eine Professur an der Wirtschaftswissenschaftlichen Fakultät der Universität Ljubljana. Im Mai 1988 löste er France Popit als Präsident des Präsidiums der Volksversammlung der Sozialistischen Republik Slowenien ab und war damit bis zum 10. Mai 1990 letzter Staatspräsident dieser Teilrepublik der Sozialistischen Föderativen Republik Jugoslawien (SFRJ). In dieser Funktion empfing er Vertreter des Komitees zur Verteidigung der Menschenrechte (Odbor za varstvo človekovih pravic), was als Zeichen der Unterstützung der Anhänger von Janez Janša gesehen wurde, der nach Konflikten mit der Armee verhaftet wurde. Zur gleichen Zeit trat er dafür ein, dass Slowenien ein Teil Jugoslawiens blieb, und erklärte unter anderem im April 1989, dass eine Trennung Sloweniens von Jugoslawien einem politischen Selbstmord gleichkäme. Er legte auch seine Mitgliedschaft im Bund der Kommunisten Sloweniens nicht nieder, aus der 1990 die Partei der demokratischen Erneuerung (Stranka demokratične prenove) wurde. Für seine Verdienste wurde ihm der Nationale Verdienstorden, der Orden der Bruderschaft und der Einheit, der Tapferkeitsorden sowie die Gedenkmedaille der Partisanen von 1941 verliehen.
2002 wurde ihm die Goldene Ehrenmedaille für Freiheit der Republik Slowenien verliehen. Als Präsident des Slowenischen Partisanenverbandes ZZB NOB(Zveza združenj borcev za vrednote NOB Slovenije) distanzierte sich Janez Stanovnik am 6. März 2009 nach den Leichenfunden von Massakeropfern im Barbara-Stollen von den „außergerichtlichen, ungesetzlichen und verbrecherischen“ Massentötungen nach dem Ende des Zweiten Weltkriegs und erklärte hierzu: „Die Tötungen standen in diametralem Widerspruch zu den Werten des Volksbefreiungskampfs.“

## Veröffentlichungen
In mehreren Veröffentlichungen befasste er sich mit Fragen der Wirtschaft in Jugoslawien sowie der internationalen Währungs- und Wirtschaftspolitik. Zu seinen Veröffentlichungen gehören:
- Gozpodarski razvoj Jugoslavije v luči svetovnega gospodarskega razvoja, 1958
- Mednarodni gozpodarski sistem: Od dominacije k enakoparovsti, 1982
- Svet v dolgovih in mednarodni monetarni sklad, 1985